# Claude Vignon

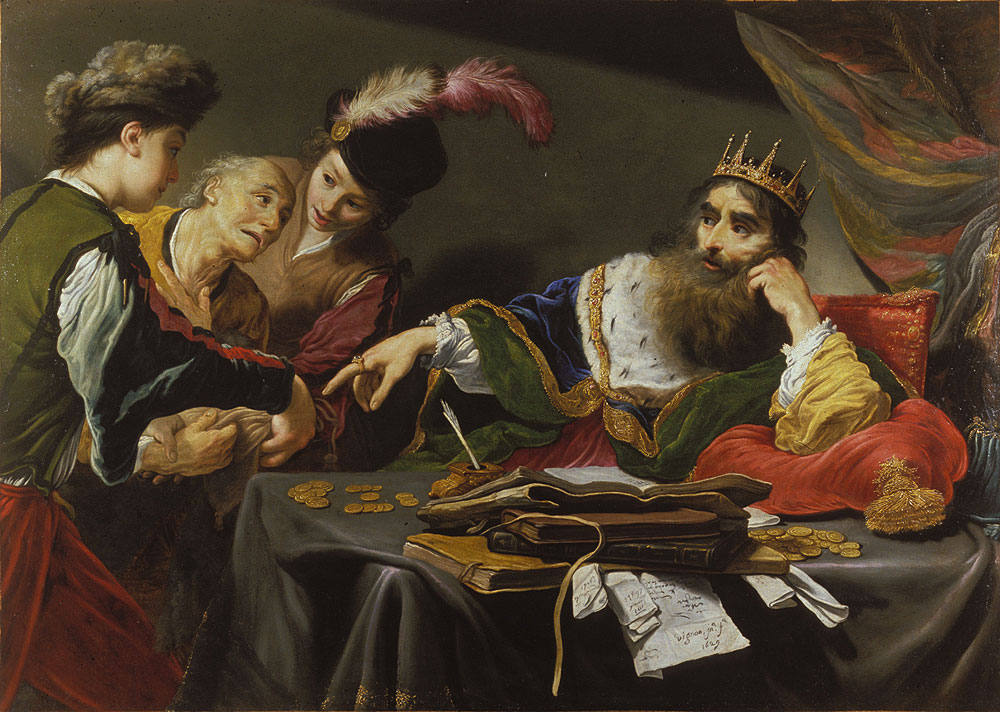
Das Gleichnis vom Schalksknecht, 1629, Öl auf Leinwand, Musée des Beaux-Arts de Tours

Claude Vignon (* 19. Mai 1593 in Tours; † 10. Mai 1670 in Paris) war ein französischer Maler des Barock.

## Leben
Claude Vignon studierte in Paris Malerei. 1610 ging er nach Rom, wo er von Michelangelo Merisi da Caravaggio beeinflusst, im Chiaroscuro-Stil malte, kehrte 1625 als Hofmaler nach Frankreich zurück und malte im Auftrag des Königs Ludwig XIII. und des Kardinals Richelieu im Louvre und im Palais Royal. Er hatte zwei Söhne, die ebenfalls Maler wurden, Claude François Vignon und Philippe Vignon.
Seine Motive waren Szenen aus Heiligenlegenden und der Antike. Seine Werke kann man heute in zahlreichen Museen sehen, etwa im Louvre und den Museen der Schönen Künste von Tours, Rennes und Rouen. Im Besitz des Louvre sind: Tod des Heiligen Antonius, Tod des Seneca, Der junge Sänger, Heilige Katharina und Salomo und die Königin von Saba.
Auf dem Kunstmarkt werden heute bis zu 198.000 US-Dollar für seine Ölgemälde bezahlt.

## Bildergalerie

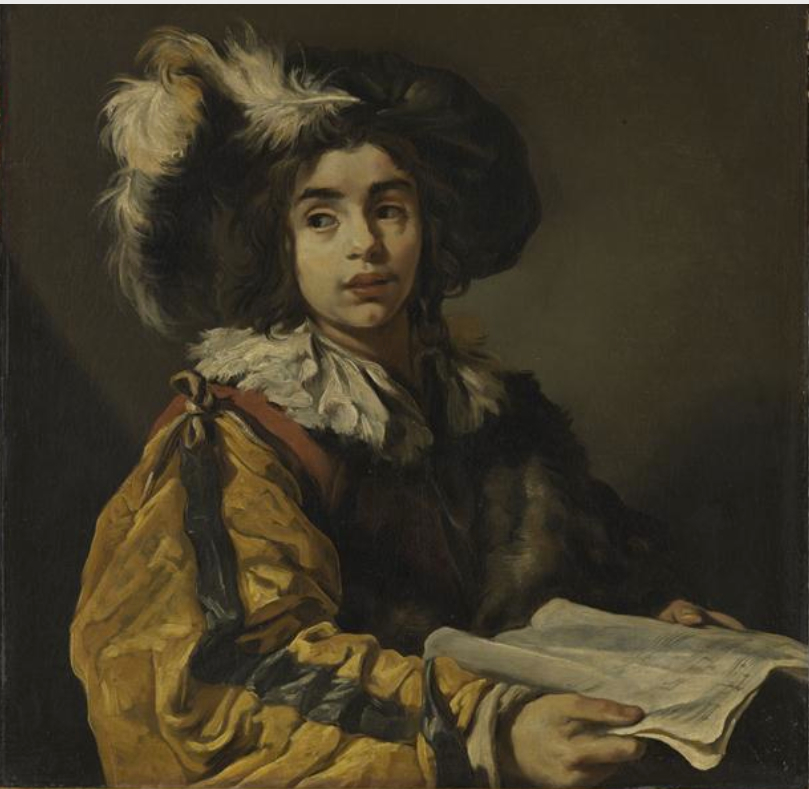
Der junge Sänger, 1622–23, Öl auf Leinwand, 95 × 90 cm, Louvre, Paris
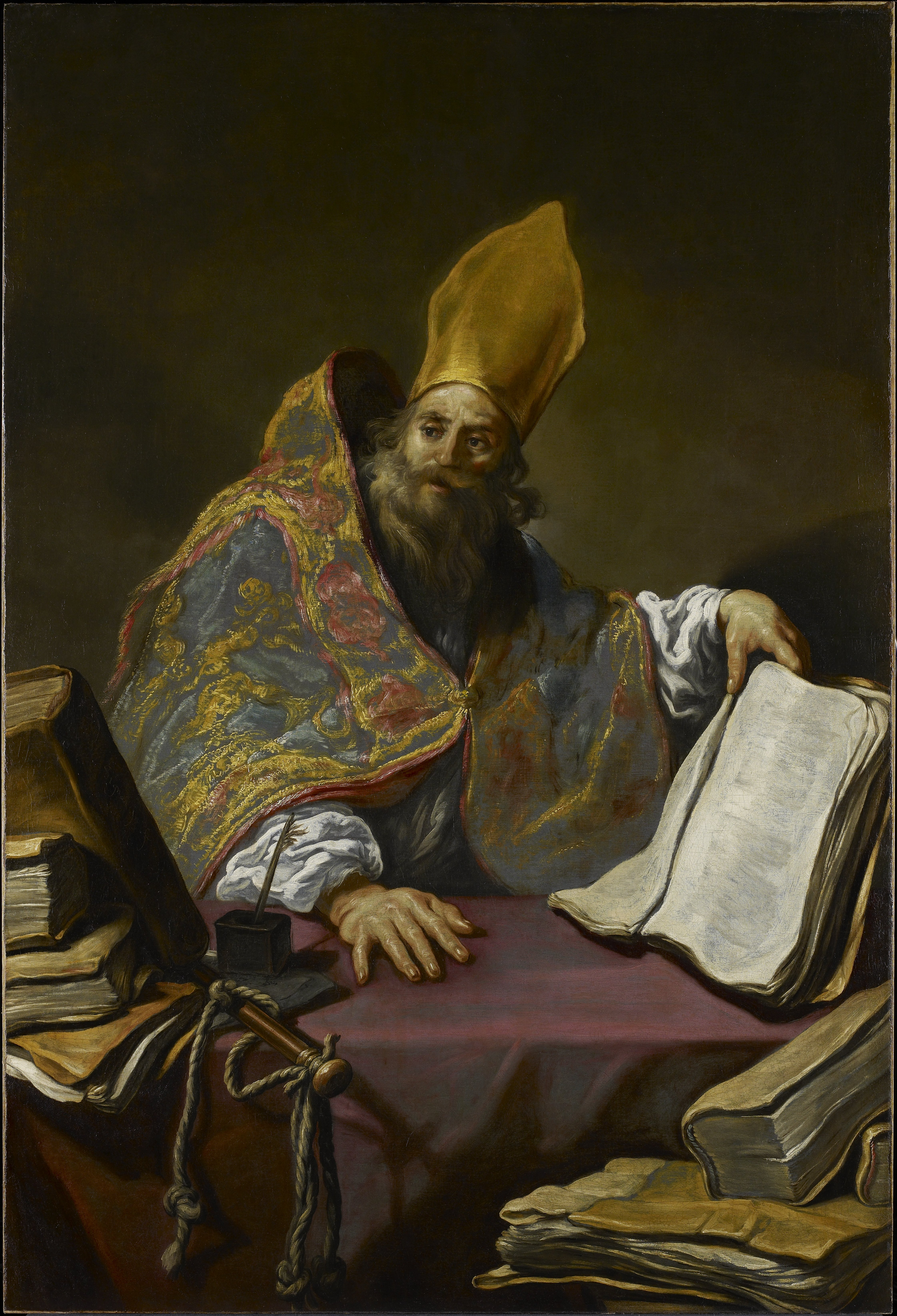
Der hl. Ambrosius, 1623/1625, Öl auf Leinwand, Minneapolis Institute of Arts
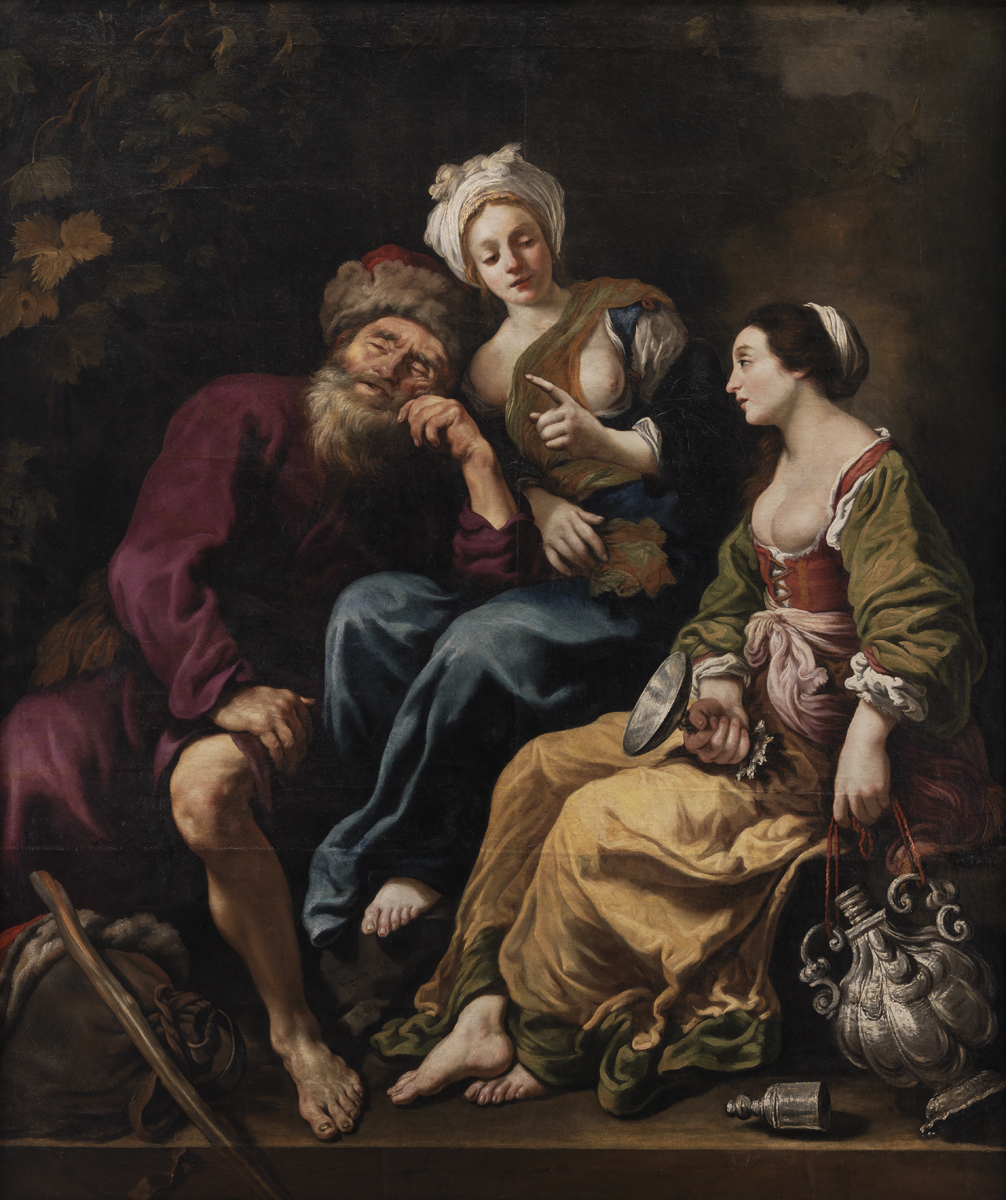
Loth und seine Töchter, 1625, Öl auf Leinwand, 225 × 200 cm, Statens Museum for Kunst, Kopenhagen
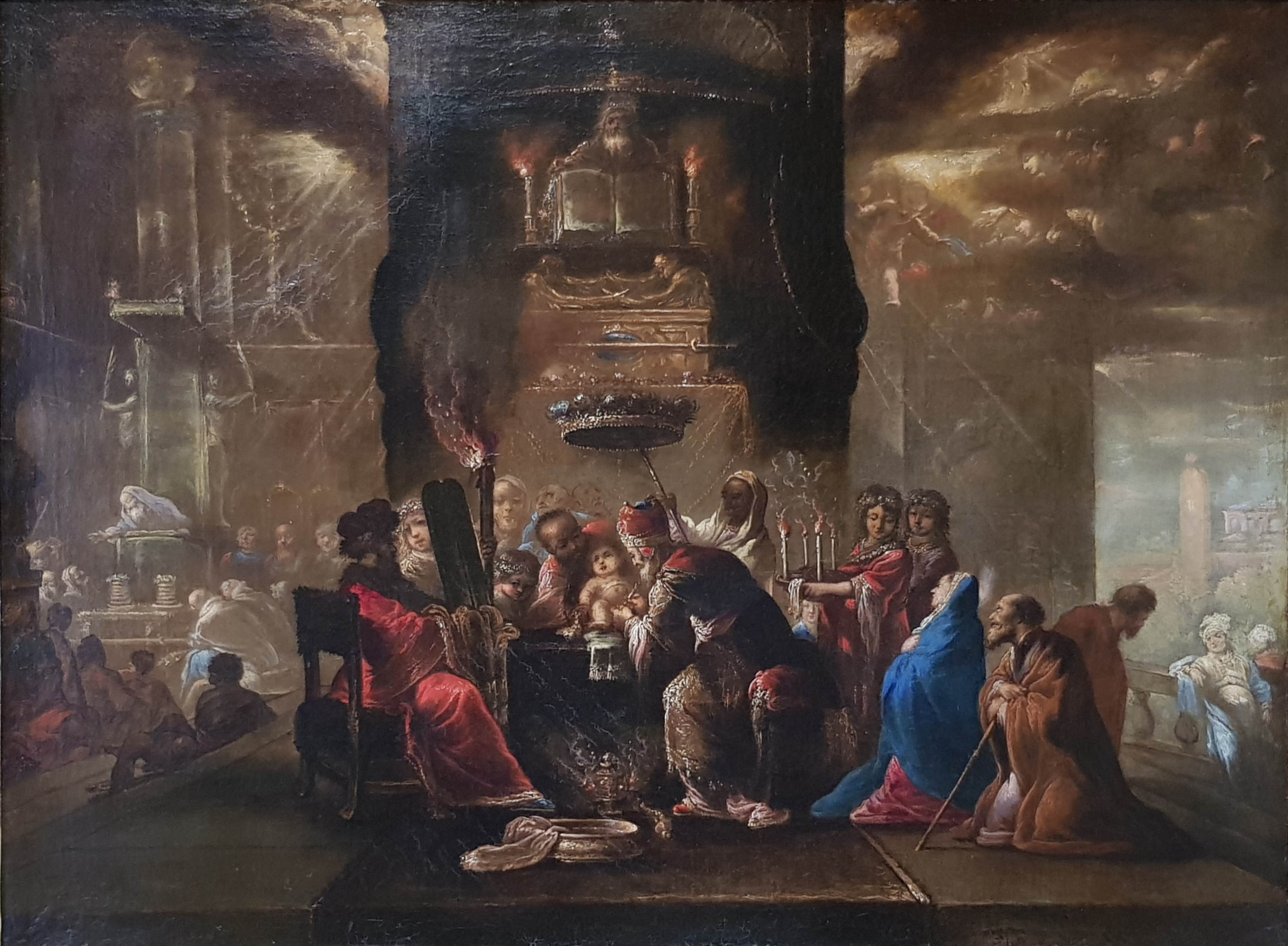
Cirsumcision Jesu, Privatsammlung (?)
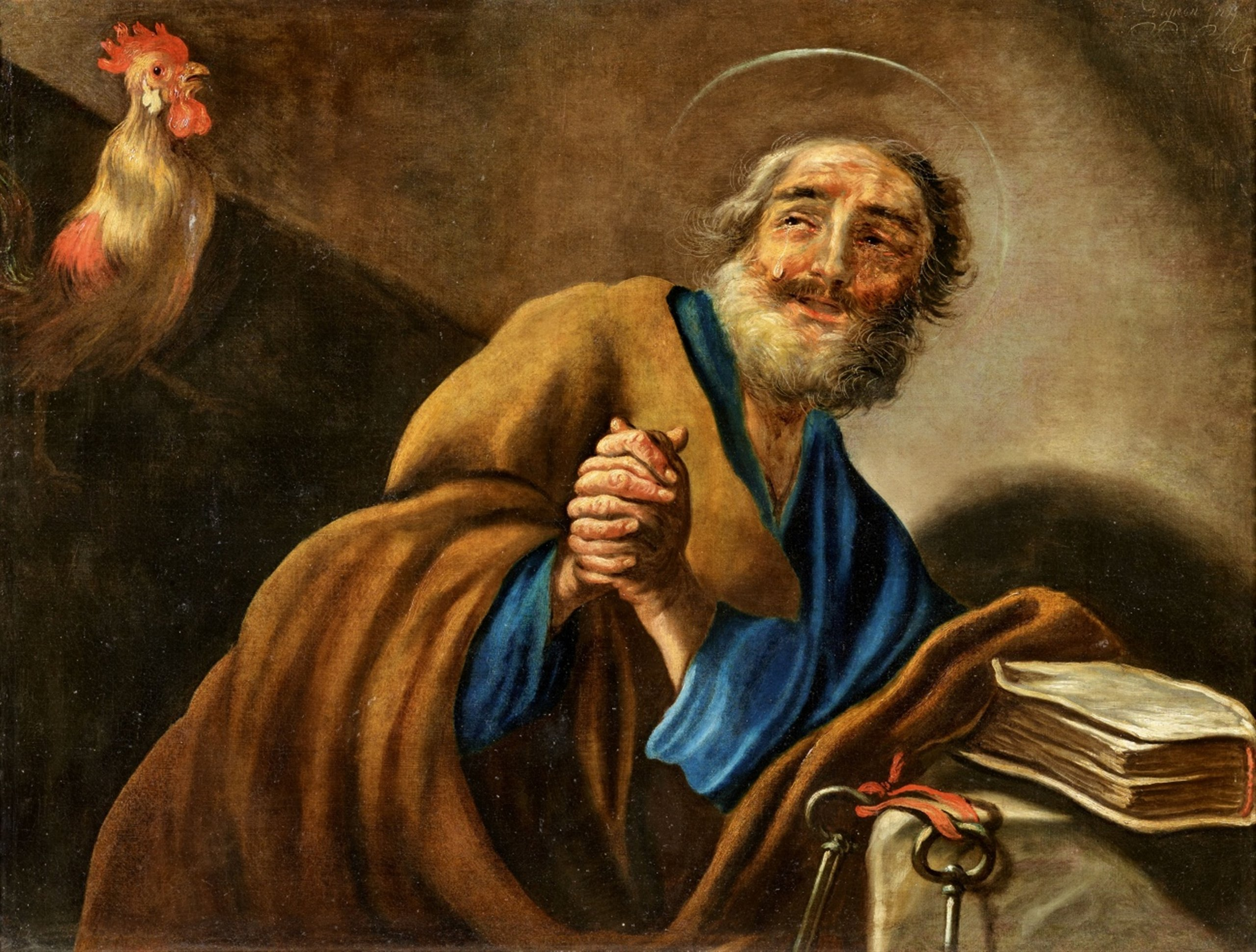
Der reuige Petrus, signiert und datiert 1643, Öl auf Leinwand, 84 × 112 cm, Privatsammlung (?)
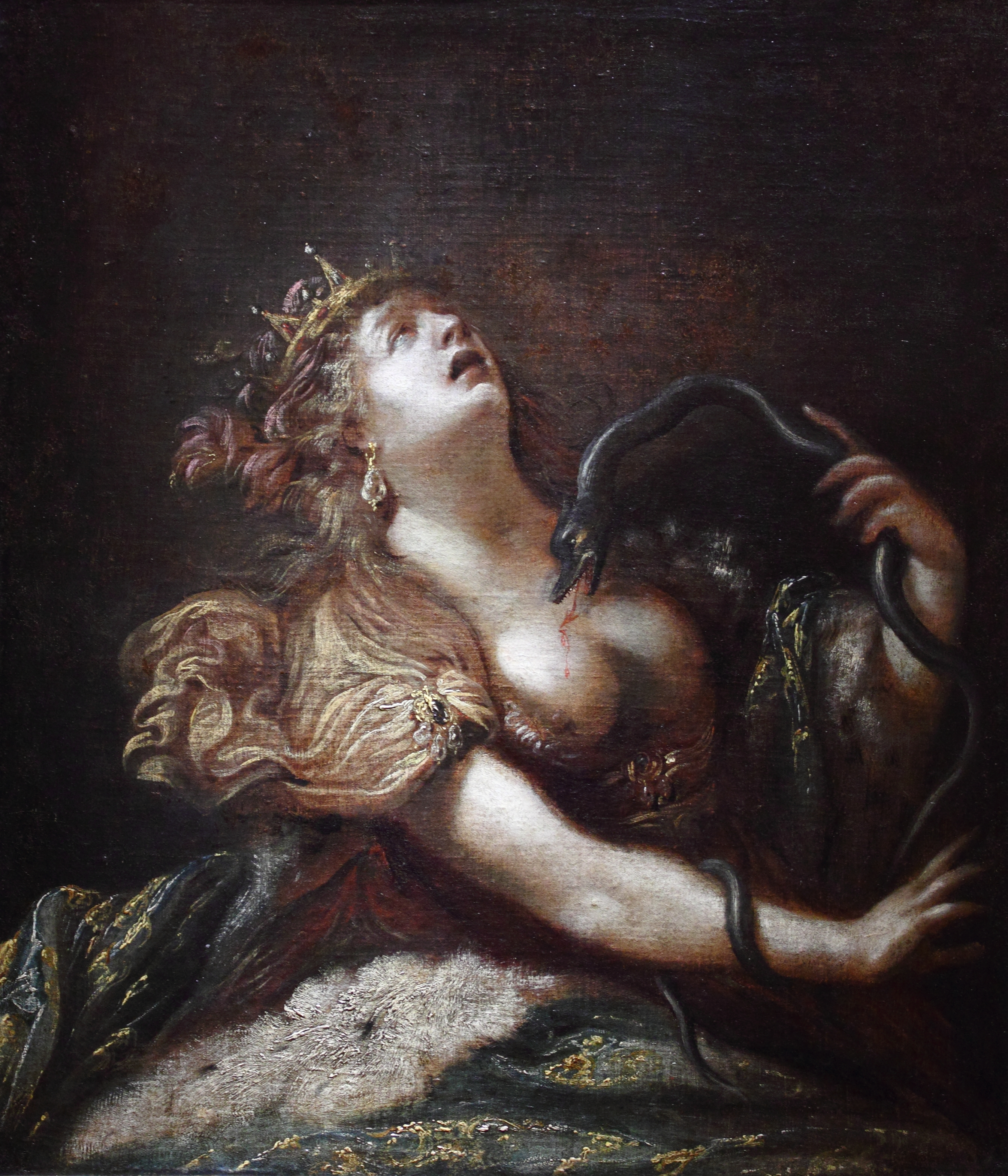
Tod der Kleopatra, nach 1650 (?), Öl auf Leinwand, 95,0 × 81,6 cm, Musée des Beaux-Arts, Rennes